# عمل ريك الخطير
«عمل ريك الخطير» (بالإنجليزية: Ricksy Business) هي الحلقة الحادية عشر والأخيرة من الموسم الأول من مسلسل الخيال العلمي التلفزيوني الأمريكي ريك ومورتي. كتبه ريان ريدلي وتوم كوفمان وأخرجه ستيفن ساندوفال، بثت الحلقة في 14 نيسان 2014 كحلقة نهائية.

## الحبكة
يشارك جيري وبيث في إعادة تمثيل تيتانيك, لكن السفينة فشلت بشكل غير متوقع في الغرق. يقضي جيري بعض الوقت بمفرده مع لوسي، بوابّة أثبتت في النهاية أنها من أشد المعجبين بالفيلم، مما أجبره على تقليد المشاهد معها تحت تهديد السلاح. كادت أن تغتصب جيري، لكن بيث تنقذه. في هذه الأثناء، يُترك ريك مسؤولاً عن مورتي وسمر، لكن لديهم حفلة كبيرة. من بين الضيوف المراهقون والأجانب، جيرهيد، سكوانشي، ريكس البديل وأبرادولف لينكلر (مزيج الحمض النووي لأدولف هتلر وأبراهام لينكولن). لا يتسببون في الفوضى فحسب، بل يتم إرسال المنزل بأكمله بطريق الخطأ إلى بُعد آخر، حيث يبدو أن لينكلر يموت (هو في الواقع على قد الحياة). في النهاية، يتم طرد الضيوف ويعود المنزل إلى مكانه. لم يكن لدى ريك ومورتي وسامر سوى دقائق إضافية قبل وصول بيث وجيري، لذلك يستخدمون أداة غريبة لتجميد الوقت، مما يسمح لهم بإصلاح المنزل. إنهم يشاهدون تيتانيك ويتفقون بالإجماع على مدى فظاعة الأمر. في مشهد ما بعد إنتهاء الحلقة، تقوم الوحوش الغريبة العملاقة بإدخال وإخراج لينكلر ومراهق من الحفلة في أجسادهم.

## استقبال

### التقييمات
في تاريخ بثه، شاهد «ريكسي بيزنس» 2.13 مليون مشاهد أمريكي.

### استجابة حرجة
حصل الموسم الأول على نسبة موافقة 96٪ على روتن توميتوز بناءً على 28 مراجعة، بمتوسط تقييم 8.19 من 10. يقرأ إجماع نقاد الموقع، «ريك ومورتي ينطلقان على الشاشات ويتركان انطباعًا فوريًا ببقع الألوان الزاهية، والتمثيل الصوتي الارتجالي، ومغامرات الخيال العلمي المخططة بكثافة - مما يجلب قدرًا مذهلاً من القلب إلى فرضية بلا قلب من الناحية الكونية.»
أشاد جو ماتار من دن أوف جيك بالحلقة، وأعطاها أربعة من أصل خمسة نجوم وقال «إنها لا تتعلق بالقصة وأكثر من إلقاء شيء خيال علمي مثير للسخرية علينا، مما يجعل نوعًا ما على جودة الحلقة. لكن هذا ليس دقيقًا حقًا لأن جميع عناصر الخيال العلمي ذات جودة عالية. الشخصيات التي لمرة واحدة مليئة بالمرح السخيف وهناك عدد من الشخصيات الرائعة» زاك هاندلين من إيه. في. كلوب «ها هي نهاية الموسم الأول، مع حلقة تجلس بقوة في العرض منطقة الراحة؛ لا شيء رائع، لا شيء يغلفك حقًا، ولكن دائمًا ما يكون مبتكرًا ومضحكًا ومقدارًا مناسبًا من الحلاوة لتفجير الحامض.»